# Benedict Arnold
Benedict Arnold (Norwich, 1741. január 14. –‎ London, 1801. június 14.) amerikai születésű brit tábornok volt, aki az amerikai polgárháború idején harcolt. Az Egyesült Államokban neve összeforrt az árulás fogalmával, mivel a háború idején átállt az angolok oldalára. George Washington tábornok teljességgel megbízott benne és a New York-i West Point élére helyezte. Arnold úgy tervezte, hogy átadja az erődöt a brit katonaságnak, de 1780 szeptemberében lelepleződött a terve. 
Connecticutban született. Kereskedőként tevékenykedett, amikor megkezdődött a háború. 1775-ben elfoglalta a Ticonderoga-erődöt. 1776-ban védelmező és késleltető taktikákat alkalmazott, amely hatására az amerikai erők fel tudtak készülni New York megvédésére. A ridgefieldi csatában nyújtott teljesítménye miatt előléptették.
Az 1780-as árulás után elmenekült Amerikából és Angliában, majd Kanadában (akkor New Brunswick kolónia) élt, ahol rendkívül népszerűtlen volt. 1791-ben visszatért Londonba, és ott hunyt el tíz évvel később.